# Phạm Hồng Thanh
Phạm Hồng Thanh (sinh năm 1946) là một Tướng lĩnh cấp cao trong Quân đội nhân dân Việt Nam, hàm Trung tướng, nguyên Cục trưởng Cục Tuyên huấn, Quân đội nhân dân Việt Nam, nguyên Phó Chủ nhiệm Tổng cục Chính trị (1995-2008).

## Thân thế và Giáo dục
Phạm Hồng Thanh sinh ngày 3 tháng 11 năm 1946 tại Đội 4 Thanh Bình, Quảng Xuân, Quảng Trạch, Quảng Bình.
Vào Đảng tháng 11/1968 - chính thức 11/1969.
Các trường đào tạo đã qua:
1. Học viện Chính trị Quân sự 1971 -1974
2. Học viện Chính trị Quân sự đào tạo Giáo viên 1974 -1975
3. Học viện Chính trị Quốc gia Hồ Chí Minh 1995

## Binh nghiệp
Ông là hậu duệ đời thứ 16 của dòng họ Phạm Khắc Khoan... Theo " Quảng Bình dư địa chí " và lịch sử xã Quảng Xuân. Tuổi thơ của ông gắn liền với sự yêu thương của mẹ. Suốt 2 thập kỷ bố ông công tác xa nhà, mẹ ông một thân nuôi các con ăn học, trưởng thành. Bố ông nhập ngũ năm 1949 và được biên chế vào đơn vị chủ lực (Trung đoàn 18 - Sư đoàn 325) hoạt động và chiến đấu tại chiến trường Lào. Sau năm 1954 bố ông điều về công tác tại tỉnh đội Hà Tĩnh. Sau 22 năm công tác. Năm 1971 bố ông nghỉ hưu theo chế độ. Phạm Hồng Thanh chịu sự ảnh hưởng của người bố kèm cặp và với trí thông minh vốn có, chỉ 3 tháng ông đã học hết chương trình lớp 1,2 năm lớp 3 ông vào học tại trường cấp 1 thị xã Hà Tĩnh và những năm sau đó ông về quê học cấp 2 và cấp 3. Trong cuộc đời học sinh, Ông được thầy cô, nhà trường đánh giá ngoan và học giỏi.
Tháng 10/1966: Ông nhập ngũ vào tiểu đoàn 49 Tỉnh đội Quảng Bình, 2 tháng sau ông được biên chế về tiểu đoàn 31 Đặc công Quân khu 4.
Tháng 6/1967: Đơn vị điều động ông vào chiến trường B5 (Chiến trường Trị Thiên). Từ giai đoạn này đến tháng 10 năm 1970, Ông công tác tại tiểu đoàn 33 đặc công thuộc Mặt trận B5, ông lần lượt giữ các chức vụ Tiểu đội trưởng, Trung đội trưởng, Chính trị viên phó Tiểu đoàn 33.
Cuối năm 1970: Ông được cử đi học ở Học viện Chính trị Quân sự. Ông học cán bộ luận dài hạn, tiếp đó ông học lớp chuyên tu khóa 1. Trong 4 năm học tập tại Học viện, ông đều đạt kết quả loại giỏi và được giữ lại làm giảng viên khoa Chủ nghĩa xã hội khoa học.
Năm 1984: Ông là giảng viên, sau đó ông làm Tổ trưởng bộ môn khoa Chủ nghĩa xã hội khoa học Học viện Chính trị Quân sự, sau đó ông được điều động về công tác tại Quân khu 4.
Tháng 8/1984 - 7/1988: Ông đảm nhận chủ nhiệm khoa, Hiệu phó trường Đảng (nay là trường Quân sự) Quân khu 4.
Tháng 8/1988 - 7/1989: Ông được bổ nhiêm giữ chức Chủ nhiệm chính trị Bộ chỉ huy quân sự tỉnh Bình - Trị - Thiên, là ủy viên Thường vụ Đảng ủy Quân sự tỉnh Thừa Thiên - Huế, sau đó ông được bổ nhiệm làm Phó chỉ huy trưởng về chính trị Bộ CHQS tỉnh Quảng Bình.
Tháng 8/1991: Ông được Ban Chấp hành Đảng bộ Quân sự tỉnh lần thứ IX nhiệm kỳ 1991-1995 bầu làm Phó bí thư Đảng ủy Quân sự tỉnh.
Tháng 9/1993: Ông được Bộ Quốc phòng bổ nhiệm giữ chức Phó Chủ nhiệm chính trị Cục Chính trị Quân khu 4.
Đầu năm 1995 - 2002: Ông được cử đi học lớp bồi dưỡng nguồn (A6). Sau khi kết thúc khóa học ông được tặng Bằng khen vì đã đạt thành tích xuất sắc trong học tập, ông được bổ nhiệm làm Cục trưởng Cục tư tưởng - Văn hóa (nay là Cục Tuyên huấn) thuộc Tổng cục Chính trị Quân đội nhân dân Việt Nam.
Tháng 11/2002: Ông được chính thức bổ nhiệm giữ chức Phó Chủ nhiệm Tổng cục Chính trị. Ủy viên Thường vụ Đảng ủy cơ quan Tổng cục chính trị. Ông được Chủ nhiệm Tổng cục Chính trị Quân đội nhân dân Việt Nam phân công phụ trách báo chí, văn học nghệ thuật, bảo tàng, xuất bản, các đoàn nghệ thuật...
Từ năm 2005 đến tháng 1/2008: Ông được phân công phụ trách toàn bộ công tác Tư tưởng - Văn hóa của Quân đội, Ông trực tiếp tham gia các hội đồng do Bộ Quốc phòng thành lập: là Phó Chủ tịch Hội đồng Thi đua khen thưởng Bộ Quốc phòng, Phó Chủ tịch Hội đồng Khoa học Xã hội và Nhân văn Quân sự Bộ Quốc phòng, tham gia vào các ban chỉ đạo của Đảng, Nhà nước... Đến tháng 2 năm 2008 Ông được Đảng và Quân đội cho nghỉ hưu.
Năm 2006: Ông đề xuất với Đài Truyền hình Việt Nam cho sản xuất chương trình Chúng tôi là chiến sĩ, nhằm phục vụ và nâng cao đời sống tinh thần của các cán bộ, chiến sỹ đang làm việc và công tác tại Quân đội nhân dân Việt Nam ở khắp mọi miền Tổ quốc. nhân dịp kỷ niệm 36 năm thành lập Đài Truyền hình Việt Nam (1970-2006)...
Với gần 42 năm công tác, trưởng thành từ người chiến sĩ đến cán bộ cao cấp, tướng lĩnh trong Quân đội, ông được phân công đảm nhiệm nhiều cương vị khác nhau, ở cương vị nào ông cũng hoàn thành tốt xuất sắc nhiệm vụ được giao, được các cán bộ và chiến sĩ tin yêu...
Thụ phong: Thiếu tướng (Tháng 12/1999), Trung tướng (Tháng 12/2004).

## Khen thưởng
- Huân chương Độc lập hạng Nhất, hạng Nhì, hạng Ba.
- Huân chương Kháng chiến chống Mỹ hạng Nhất.
- Huân chương Quân công hạng Nhất, hạng Nhì.
- Huân chương Chiến công hạng Nhất.
- Huân chương Chiến công hạng Nhì.
- Huân chương Bảo vệ Tổ quốc hạng Nhất.
- Huy chương Quân kỳ quyết thắng.
- Huy chương Chiến sĩ vẻ vang hạng Nhất, Nhì, Ba.
- Huân chương Chiến sĩ giải phóng hạng Nhất.
- Huân chương Chiến sĩ giải phóng hạng Nhì.
- Huân chương Chiến sĩ giải phóng hạng Ba.
- Huân chương Chiến công giải phóng hạng Nhì.
- Kỷ niệm Chương Chúng tôi là chiến sĩ.
- Huy hiệu 45 năm tuổi Đảng (2014).
- Huy hiệu 50 năm tuổi Đảng (2019).
- Huy hiệu 55 năm tuổi Đảng (2024).

## Lịch sử thụ phong quân hàm
| Năm thụ phong                   | 1989 | 1993        | 1999        | 2004     |
| ------------------------------- | --- | ----------- | ----------- | -------- |
| Cấp bậc                         | |             |             |          |
| Thượng tá                       | Đại tá | Thiếu tướng | Trung tướng | 1. 2. 3. |
| Flag of Việt Nam · Soldier icon | Bài viết tiểu sử liên quan đến nhân vật quân sự Việt Nam này vẫn còn sơ khai. Bạn có thể giúp Wikipedia mở rộng nội dung để bài được hoàn chỉnh hơn. |             |             |          |